# Nga sáp nhập miền Đông và miền Nam Ukraina
Vào ngày 30 tháng 9 năm 2022, Liên bang Nga, trong khi đang xâm lược Ukraina, đã tuyên bố sáp nhập bốn oblast (tỉnh) của Ukraina—Luhansk, Donetsk, Zaporizhzhia, và Kherson. Bốn khu vực bị sáp nhập này chiếm khoảng 15% tổng lãnh thổ Ukraina; Nga không kiểm soát hoàn toàn bất cứ khu vực nào trong bốn khu vực trên. Đây là vụ sáp nhập lãnh thổ Châu Âu lớn nhất kể từ Thế Chiến II, nhiều lãnh thổ hơn cả lần Nga sáp nhập Krym năm 2014. Nó đã tạo nên một cầu nối trên bộ giữa đất liền Nga và Krym, và cắt đứt Ukraina khỏi Biển Azov.
Việc sáp nhập diễn ra sau khi các cuộc trưng cầu dân ý bị Liên Hợp Quốc lên án được tổ chức bởi chính quyền Nga chiếm đóng tại những khu vực mà các trận giao tranh quân sự vẫn đang diễn ra, và phần lớn dân chúng ở đó đã chạy trốn kể từ khi Nga bắt đầu xâm lược. Nó diễn ra tám năm sau khi Nga sáp nhập Krym, bảy tháng sau khi Nga bắt đầu xâm lược, và ít hơn một tháng sau khi Ukraina bắt đầu phản công ở Kharkiv. Buổi lễ ký lệnh sáp nhập đã được tổ chức ở Moscow, với sự xuất hiện của những nhà chức trách chiếm đóng bốn khu vực (Denis Pushilin, Leonid Pasechnik, Yevhen Balytskyi, và Volodymyr Saldo), cùng với tổng thống Nga Vladimir Vladimirovich Putin.
Sự sáp nhập đã bị lên án rộng rãi và hầu hết không được các nước phương Tây công nhận. Ukraina, Liên minh Châu Âu, Hoa Kỳ, và Liên Hợp Quốc đều tuyên bố rằng các cuộc trưng cầu dân ý và sự sáp nhập không có cơ sở hay giá trị pháp lý nào. Vài giờ sau thông báo sáp nhập, Tổng thống Ukraina Volodymyr Oleksandrovych Zelensky nói rằng Ukraina sẽ làm đơn xin gia nhập NATO trên cơ sở khẩn trương. Thiết quân luật được tuyên bố vào ngày 19 tháng 10 ở những vùng Luhansk, Donetsk, Zaporizhzhia và Kherson, bị sáp nhập, cùng với các dự luật cho phép cấm tụ tập nơi công cộng và các hạn chế sâu rộng khác đối với quyền tự do cá nhân.

## Bối cảnh

Miền Đông và Nam Ukraina

Các khu vực rộng lớn ở phía bắc Biển Đen trước đây có dân cư thưa thớt và được gọi là Những Cánh đồng Hoang (dịch từ tiếng Ba Lan hoặc tiếng Ukraina). Vào thế kỷ 15, toàn bộ khu vực bờ biển phía bắc Biển Đen thuộc quyền kiểm soát của Hãn quốc Krym, sau đó trở thành chư hầu của Đế quốc Ottoman. Đế quốc Nga dần dần giành được sự kiểm soát đối với khu vực này vào thế kỷ thứ 18, ký kết các hiệp ước hòa bình với Quốc gia hetman Cossack và với Đế quốc Ottoman sau khi kết thúc Chiến tranh Nga–Thổ Nhĩ Kỳ. Tên Novorossiya được sử dụng chính thức vào năm 1764. Khu vực này được mở rộng hơn nữa bằng cách sáp nhập Sich Zaporozhia của người Cossack Ukraina vào năm 1775.
Bốn oblast ở vùng đông và nam Ukraina có nguồn gốc từ các Guberniya Yekaterinoslav, Kherson, Taurida, Kharkov, và Oblast Don Host của Đế quốc Nga. Chúng được tổ chức lại thời chính quyền Xô viết Ukraina thuộc Liên bang Xô Viết. Những đường biên giới phân chia các oblast này được giữ nguyên sau khi Ukraina giành được độc lập vào năm 1991. Cả bốn vùng đều bầu chọn cho một Ukraina độc lập trong cuộc trưng cầu dân ý độc lập Ukraina năm 1991.
Vào tháng 2 và tháng 3 năm 2014, Nga xâm lược và sau đó sáp nhập Krym từ Ukraina bằng cách tổ chức một cuộc trưng cầu dân ý trong đó 96% dân số đã dường như bỏ phiếu ủng hộ; người Tartar Krym tẩy chay cuộc trưng cầu dân ý. Sự sáp nhập này phần lớn không được quốc tế công nhận và bị Đại Hội đồng Liên Hợp Quốc lên án. Vào tháng 4 năm 2014, phe ly khai thân Nga ở miền đông Ukraina tuyên bố Cộng hoà Nhân dân Donetsk (ở Oblast Donetsk của Ukraina) và Cộng hoà Nhân dân Luhansk (ở Oblast Luhansk của Ukraina) độc lập, với sự hỗ trợ không chính thức của Nga. Ngày 21 tháng 2 năm 2022, Nga chính thức công nhận Cộng hòa Nhân dân Donetsk và Cộng hòa Nhân dân Luhansk.
Ba ngày sau, Nga bắt đầu một cuộc xâm lược toàn diện chống lại Ukraina, trong đó họ đã chiếm đóng lãnh thổ ở các Oblast Kherson và Zaporizhzhia, chính thức chiếm đóng quân sự bắt đầu vào tuần đầu tiên.

## Trưng cầu dân ý và sáp nhập
Vào ngày 20 tháng 9, các nhà chức trách của Cộng hoà Nhân dân Donetsk, Cộng hoà Nhân dân Luhansk, cũng như các chính quyền chiếm đóng Oblast Kherson và Oblast Zaporizhzhia, đã công bố các cuộc trưng cầu dân ý về việc gia nhập Nga từ ngày 23 đến 27 tháng 9. Chỉ có một ngày người dân bỏ phiếu trực tiếp tại các điểm tiếp nhận vào ngày 27 tháng 9. Trong bốn ngày này, giới chức địa phương đã đến từng nhà để thu thập phiếu vì "lý do an ninh." Trên lá phiếu tại Donetsk và Luhansk có in một câu hỏi rằng liệu người dân nơi đây có ủng hộ sáp nhập vào Nga hay không; tại Kherson và Zaporizhzhia, lá phiếu của họ đưa ra câu hỏi rằng liệu họ có ủng hộ ly khai khỏi Ukraina để thành lập một nhà nước tự trị trước khi sáp nhập vào Nga hay không. Ở Luhansk và Donetsk, lá phiếu được in bằng Tiếng Nga; ở hai tỉnh còn lại sử dụng cả Tiếng Nga và Tiếng Ukraina.
Vào ngày 27 tháng 9, các quan chức Nga tuyên bố rằng "cuộc trưng cầu dân ý" sáp nhập ở Oblast Zaporizhzhia đã thành công, với 93,11% cử tri ủng hộ việc gia nhập vào Liên bang Nga.
Vào ngày 29 tháng 9, người ta đưa tin rằng Nga sẽ chính thức sáp nhập bốn khu vực Luhansk, Donetsk, Zaporizhzhia, và Kherson vào ngày hôm sau, ngày 30 tháng 9.
Vào ngày 30 tháng 9, Putin công nhận các khu vực Kherson và Zaporizhzhia là các quốc gia độc lập, vài tiếng trước khi ký sắc lệnh sáp nhập cả bốn khu vực.
Một số ước tính  ngụ ý rằng việc tái thiết những vùng lãnh thổ đã sáp nhập sẽ buộc Nga phải chi từ 100 đến 200 tỷ đô la Mỹ. Một bản ngân sách nhà nước do Điện Kremlin công bố ngày 29 tháng 9 cho biết 3,3 tỷ rúp (khoảng 59 triệu đô la Mỹ) đã được đặt ra để tái thiết những khu vực này.
Phần lãnh thổ mà Nga sáp nhập lên tới hơn 90.000 km2 (35.000 dặm vuông Anh), tức khoảng 15% tổng diện tích của Ukraina—tương đương với diện tích của Hungary hoặc Bồ Đào Nha.

## Phát biểu về bốn vùng của Vladimir Putin

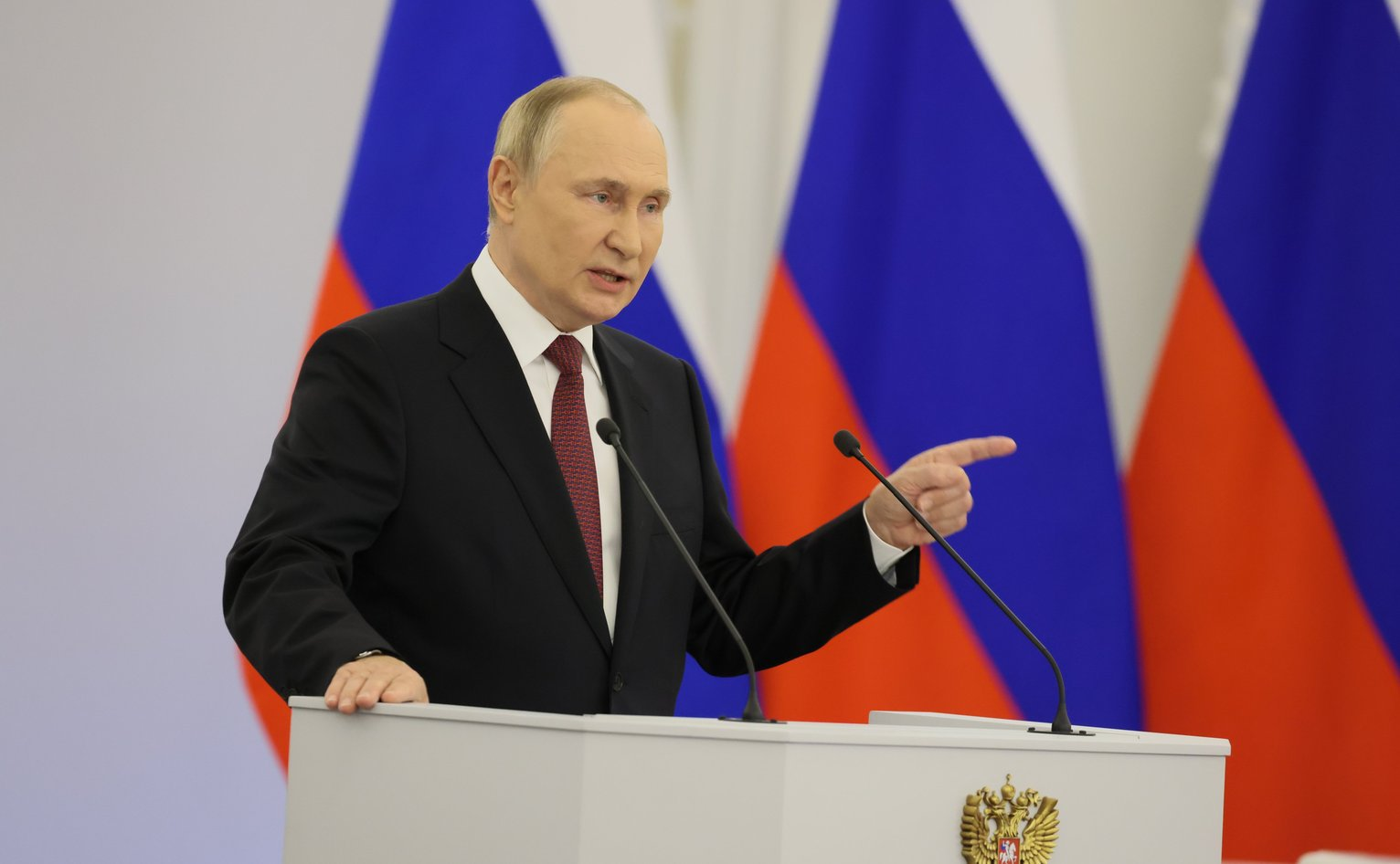
Vladimir Putin trong bài phát biểu.

Trong bài phát biểu của Putin, ông tuyên bố việc Donetsk, Luhansk, Zaporizhzhia, và Kherson gia nhập Nga vào ngày 30 tháng 9 rằng Nga đã sáp nhập bốn nền cộng hòa bị chiếm đóng trong cuộc xung đột. Phần lớn bài phát biểu, thời lượng chỉ dưới 37 phút, là một bài công kích chống lại "phương Tây" (và cụ thể là Hoa Kỳ), đề cập đến lịch sử từ thời Trung cổ để lý luận rằng tham vọng chủ nghĩa thực dân của phương Tây vẫn tiếp tục cho đến ngày nay, rằng "Ở một số quốc gia nhất định, giới tinh hoa cầm quyền tự nguyện đồng ý ['dâng nộp chủ quyền của họ cho Hoa Kỳ'], tự nguyện đồng ý trở thành chư hầu; những nước khác bị mua chuộc hoặc đe dọa". Ông chỉ trích việc bảo vệ "một trật tự dựa trên luật lệ" mà "phương Tây vẫn đang khăng khăng [thực thi]" trong phần trích dẫn sau đây, từ bản dịch tiếng Việt chính thức của Đại sứ quán Nga tại Việt Nam:
Những luật lệ đó lấy từ đâu vậy? Ai đã từng nhìn thấy những luật lệ đó? Ai đã đồng ý với những luật lệ đó? Những luật lệ đó chỉ là một kiểu lừa dối toàn tập, tiêu chuẩn kép hoặc tiêu chuẩn ba! Nó chỉ được thiết lập ra cho những kẻ ngu ngốc mà thôi.
Nga là một cường quốc ngàn năm văn minh vĩ đại, một đất nước-nền văn minh, sẽ không bao giờ chấp nhận sống theo những quy tắc sai lầm và gian lận như vậy.

Trước tuyên bố này, người phát ngôn Điện Kremlin Dmitry Peskov đã nói rằng một cuộc tấn công nhằm vào lãnh thổ mới sáp nhập sẽ bị coi là một cuộc tấn công nhằm vào Nga.

## Phản ứng

Vào ngày 12 tháng 10 năm 2022, Đại Hội đồng Liên Hợp Quốc thông qua Nghị quyết ES 11/4 tuyên bố rằng những cuộc trưng cầu dân ý giả mạo và nỗ lực sáp nhập của Nga là không có giá trị và vi phạm luật pháp quốc tế.
Thuận: 143
Chống: 5
Trắng: 35
Không bỏ phiếu: 10

Theo Reuters, nếu Nga "chính thức sáp nhập thêm một phần lớn lãnh thổ Ukraina, Putin về cơ bản đang thách thức Mỹ và các đồng minh Châu Âu tính đến đối đầu quân sự trực tiếp", và chắc chắn sẽ làm leo thang xung đột đang diễn ra giữa Nga và Ukraina.
Thứ trưởng Tổng Thư ký Liên Hợp Quốc về các Vấn đề Chính trị và Gìn giữ Hoà bình Rosemary DiCarlo đã bác bỏ cuộc trưng cầu dân ý giả mạo nói trên: "Các hành động đơn phương nhằm củng cố tính hợp pháp cho việc một Quốc gia cố gắng giành đoạt bằng vũ lực lãnh thổ của Quốc gia khác, trong khi tuyên bố là đại diện cho nguyện vọng của người dân, không thể được coi là hợp pháp dưới luật quốc tế".
Một cuộc họp của Hội đồng Bảo an Liên Hợp Quốc được tổ chức vào ngày 30 tháng 9 năm 2022 để bàn về một nghị quyết lên án Nga sáp nhập các vùng lãnh thổ này, kết quả là 10 thuận, 4 trắng, và 1 chống. Nghị quyết không thành công vì Nga đã phủ quyết nó. Brazil, Trung Quốc, Gabon, và Ấn Độ đã bỏ phiếu trắng.
Cộng hòa Dân chủ Nhân dân Triều Tiên là nước thành viên Liên Hợp Quốc duy nhất chính thức công nhận việc Nga sáp nhập bốn vùng lãnh thổ bị chiếm đóng một phần của Ukraina. Vào ngày 19 tháng 10, Tổng thống Vladimir Putin tuyên bố thiết quân luật ở bốn vùng bị sáp nhập.

### Phản ứng của Ukraina
Vào ngày 7 tháng 8 năm 2022, Tổng thống Ukraina, Volodymyr Oleksandrovych Zelensky, nói rằng "nếu những kẻ chiếm đóng tiếp tục đi theo con đường trưng cầu dân ý giả, họ sẽ tự đánh mất bất kỳ cơ hội đàm phán nào với Ukraina và thế giới tự do, điều mà phía Nga rõ ràng sẽ cần tại một thời điểm nào đó." Sau lễ sáp nhập, Zelenskyy nói rằng Ukraina sẽ không thương lượng với Nga "chừng nào Putin còn là tổng thống", và yêu cầu được gia nhập NATO một cách "khẩn trương".

### Khía cạnh địa chính trị
- Danh sách những vụ chiếm đóng quân sự
- Danh sách những sự thay đổi biên giới quốc gia (1914–nay)
- Dòng thời gian thay đổi địa chính trị (2000–nay)
- Chủ nghĩa dân tộc lãnh thổ